# Friedrich L. Sell
Friedrich Leopold Sell (* 26. Mai 1954 in München) ist ein deutscher Volkswirt und ehemaliger Professor für Makroökonomie und Wirtschaftspolitik an der Universität der Bundeswehr München.

## Leben
Sell ist der jüngere von zwei Söhnen des Schriftstellers und Journalisten Hans Joachim Sell (1920–2007) und seiner Gattin Gertrud (1913–1987) geb. Freiin von Werthern-Beichlingen, verw. Prinzessin zu Solms-Hohensolms-Lich. Aufgrund der beruflichen Tätigkeit seines Vaters als Auslandskorrespondent in Spanien verbrachte Friedrich L. Sell dort große Teile seiner Kindheit. Er studierte von 1974 bis 1979 Volkswirtschaftslehre an der Albert-Ludwigs-Universität Freiburg und arbeitete ab 1979 als wissenschaftlicher Mitarbeiter an der Universität. Er promovierte 1981 an der Albert-Ludwigs-Universität Freiburg. Die Deutsche Forschungsgemeinschaft förderte seine Habilitationsschrift und Feldforschung über die Geld- und Währungspolitik der ASEAN-Staaten in den Jahren 1985 bis 1987. Von 1987 bis 1989 war Sell am Institut für Weltwirtschaft in Kiel im Bereich Entwicklungsländerforschung tätig. Zwischenzeitlich leitete er dort zudem Forschungsgruppen und Projekte, die sich mit der Wirtschaft Brasiliens bzw. internationalem Ressourcentransfer befassten. Nach einer Lehrstuhlvertretung und Zeitprofessur für Volkswirtschaftslehre und Entwicklungsländerforschung an der Universität Gießen ab 1989 war Sell von 1991 bis 1992 Professor für Volkswirtschaftslehre in Gießen.
Sell nahm 1992 einen Ruf der TU Dresden an und lehrte dort bis 1997 als Professor für Volkswirtschaftslehre, insbesondere Internationale Wirtschaftsbeziehungen. Seit 1998 war Sell Inhaber des Lehrstuhls für Volkswirtschaftslehre, insbesondere Makroökonomik und Wirtschaftspolitik, an der Universität der Bundeswehr München. Von 2008 bis 2010 war er an der Universität zudem Vizepräsident für Forschung, gab dieses Amt aber auf, nachdem er zum Vorsitzenden des Wissenschaftlichen Beirats des Leibniz-Instituts für Wirtschaftsforschung Halle ernannt wurde. 2020 trat Sell in den Ruhestand.
Seinen Schwerpunkt in der Forschung stellen internationale Wirtschaftsbeziehungen und theoretischen sowie wirtschaftspolitische Themenstellungen aus der Makroökonomik dar.
1991 wurde Sell mit dem Franz-Vogt-Preis der Justus-Liebig-Universität Gießen in der Sektion Geisteswissenschaften für seine Forschung im Bereich der Geld- und Währungspolitik in Schwellenländern ausgezeichnet. 1999 erhielt er den Johann-Joachim-Becher-Preis für seine Arbeit zum Thema „Chancen und Risiken eines neuen Merkantilismus in einer globalen Welt“. 2001 wurde ihm gemeinsam mit Axel Jochem der Wolfgang-Ritter-Preis für seine Forschung zu währungspolitischen Optionen für die Mittel- und Osteuropäischen EU-Beitrittskandidaten verliehen.
Seit 1995 ist er mit Adelheid, geb. Burggräfin und Gräfin zu Dohna-Schlobitten (* 1954), verheiratet.
Sein ältester Halbbruder war Philipp Reinhard zu Solms-Hohensolms-Lich, ein weiterer ist Wilhelm Solms, sein jüngster ist Hermann Otto Solms.

## Positionen
Sell war Mitunterzeichner des eurokritischen Manifests Die währungspolitischen Beschlüsse von Maastricht: Eine Gefahr für Europa (1992).
In der Debatte um Finanzhilfen im EU-Rahmen für durch die COVID-19-Pandemie angeschlagene Volkswirtschaften sprach sich Sell gegen rasche umfängliche Hilfen für Spanien aus. Er wies darauf hin, dass das Land sich bereits unabhängig von der Pandemie in einer Polykrise befinde: einer Verfassungskrise, Regierungs- und Koalitionskrise, Parteienkrise und Justizkrise. Finanzhilfen müssten selektiv erfolgen und zuvorderst der Stabilisierung des spanischen Gesundheitssystems dienen.

## Werke (Auswahl)
als Autor
- Aktuelle Probleme der europäischen Wirtschaftspolitik. UTB Taschenbuch 2307. 2. Auflage. Verlag Lucius & Lucius, Stuttgart 2007, ISBN 978-3-8282-0379-2 (Rezensionen)
- Aufgaben und Lösungen in der Volkswirtschaftslehre. Springer, Berlin 2007. ISBN 978-3-540-85042-7 (zusammen mit Silvio Kermer)
- Einführung in die Volkswirtschaftslehre. 5. überarbeitete und erweiterte Auflage. Springer, Berlin 2011, ISBN 978-3-642-18454-3 (zusammen mit Paul Engelkamp)

als Herausgeber
- Globalisierung und nationale Entwicklungspolitik. Lit-Verlag, Münster 2003, ISBN 3-8258-6724-2 (zusammen mit Uwe Mummert)
- Emotionen, Markt und Moral. Kulturelle Ökonomik, Bd. 7. Lit-Verlag, Münster 2005, ISBN 3-8258-8827-4 (zusammen mit Uwe Mummert)